# 水色ジェネレーション
『水色ジェネレーション』（みずいろジェネレーション）は、日本の女性歌手・南波志帆の1枚目のスタジオ・アルバム。2011年7月20日、ポニーキャニオンからリリースされた。
本作のディスクジャケットは吉田ユニがデザインを担当しており、2012年10月16日、本作は「ミュージック・ジャケット大賞2012」特別賞を受賞した。

## 収録曲
1. 水色ジェネレーション [4:21]
作詞・作曲・編曲：宮川弾
2. ミライクロニクル [4:59]
作詞・作曲・編曲：矢野博康
3. こどなの階段 [4:58]
作詞：小出祐介、作曲：山口一郎、編曲：矢野博康
  - 2ndシングル表題曲
4. たぶん、青春。 [5:42]
作詞：土岐麻子、作曲：矢野博康、編曲：渡辺シュンスケ
5. みっつの涙 [4:52]
作詞・作曲・編曲：コトリンゴ
6. まちかどハルジオン [4:13]
作詞：G.RINA、作曲・編曲：SPANOVA
7. もんだいとこたえ [4:15]
作詞・作曲・編曲：宮川弾
8. ふたりのけんか [4:34]
作詞・作曲・編曲：コトリンゴ
9. あいのことかも [3:48]
作詞：おおはた雄一、作曲・編曲：awamok / 矢野博康
10. 2センチのテレビ塔 [4:52]
作詞：土岐麻子、作曲：奥田健介、編曲：奥田健介 / 矢野博康
11. オーロラに隠れて [5:06]
作詞：YUKI、作曲：堀込泰行、編曲：矢野博康
  - 1stシングル表題曲

## 特徴

### 楽曲について
本作は、1stシングル・2ndシングルのシングル表題曲を含む全11曲から構成されている。楽曲提供者として、南波の音楽プロデューサーである矢野博康をはじめ、宮川弾・土岐麻子・コトリンゴ・SPANOVA・おおはた雄一・奥田健介らが名を連ねており、Musicnetの大野貴史は本作について「緩くてふわふわした南波の歌声を、矢野を中心とするポップ職人が腕によりをかけて料理した作品」と評している。

### アートワークについて
本作は「通常仕様」と「初回特殊パッケージ仕様」の2形態でリリースが行われ、各形態でディスクジャケットのデザインに差異がある。このうち、初回特殊パッケージ仕様のディスクジャケットには「CDの盤面に南波本人が映る」という仕掛けが施されている。
ディスクジャケットのデザインを手掛けた吉田ユニは、「子供から大人に移り変わり、自分と向き合う」というコンセプトのもとデザインを行った、とコメントしている。

## 特典
本作は、店舗によっては先着購入者特典が存在した。このうち、タワーレコードでは、「ごめんね、私。」「オーロラに隠れて」「こどなの階段」のミュージック・ビデオを収めたDVD、HMVではポスターが特典として贈られた。
また新星堂では、先着購入者特典としてバーチャルシンガー・nanba44が歌った「ツユメロ」「ときめきポータブル」の2曲を収録したDVDが贈られた。